# Cacia flavobasalis
Cacia flavobasalis là một loài bọ cánh cứng trong họ Cerambycidae.